# Форе (народ)
Форе — народ в Папуа — Новой Гвинее. Численность составляет 20 тыс. человек (2010). Религия — протестанты, некоторые придерживаются традиционных верований.

## Занятия

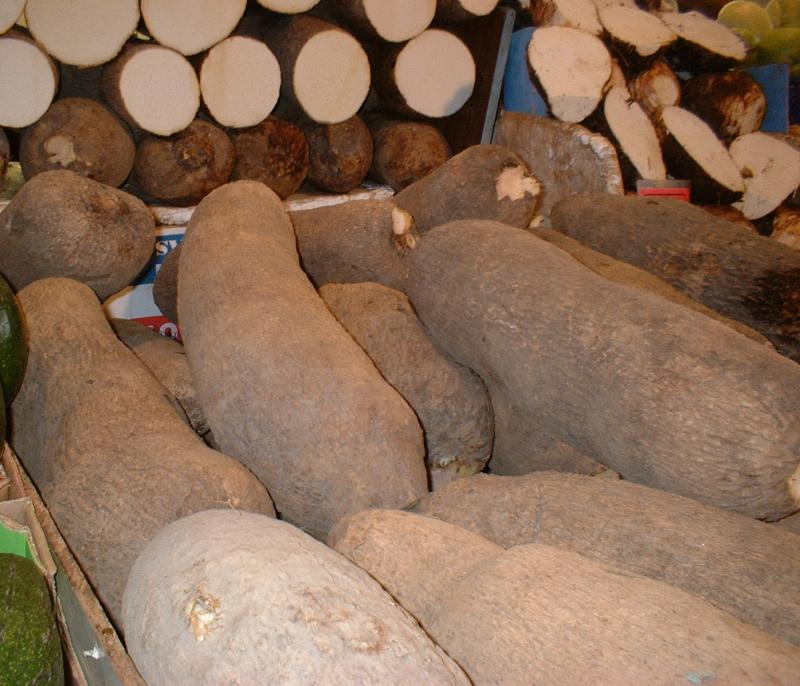
Ямс

Традиционные занятия — ручное земледелие. Культивируют ямс и некоторые другие культуры. Активно занимаются свиноводством (свиньи, наряду с раковинами также служили объектом традиционного ритуализированного обмена).

## Социальная организация и образ жизни
В обществе этого народа существует определённое деление — патрилинейные роды — кланы, подроды — субкланы и линидж. Также существуют неэкзогамные фратрии — форма социальной организации между родом и фила. В данном народе распространены асимметричные браки, главные их разновидности — матрилатеральный и кросскузенный.
В XX веке среди форе был распространён погребальный каннибализм, что спровоцировало эпидемию неврологического заболевания — куру. Оно поражало в основном женщин, что привело к демографической диспропорции (62 % населения мужчины). Это в свою очередь привело к практическому исчезновению бытовавшей ранее в племени формы брачного союза — полигиния.

## Культура
Народ форе чтит традиции предков и сохраняет свой самобытный фольклор.

## Болезнь Куру
Народ форе вошёл в историю не только по причине своей самобытности, но и благодаря другим, достаточно плачевным событиям, а в частности он известен как народ, пострадавший от эпидемического неврологического заболевания куру или «хохочущая смерть». Слово «куру» на языке племени форе имеет два значения — «дрожь» и «порча». Члены племени форе верили, что болезнь является результатом сглаза чужим шаманом.
От этой болезни в период с 1957 по 1960-е года погибло примерно 1000 человек. Хотя форе уже отказались от проведения акта ритуального каннибализма, однако всё ещё появляются отдельные случаи, потому что инкубационный период может длиться более 30 лет.
В 2009 году американские учёные сделали неожиданное открытие: некоторые члены племени форе, благодаря появившемуся у них в сравнительно недавнем времени новому полиморфизму гена PRNP, имеют врождённый иммунитет к куру. Результаты своих исследований они опубликовали в The New England Journal of Medicine.

### Даниэл Карлтон Гайдузек и Винстант Загас
Огромный вклад в открытие причины заболевания куру привнёс Даниэл Карлтон Гайдузек — американский педиатр и вирусолог. Он целиком и полностью посвящал себя изучению этого заболевания. Он впервые услышал об этой болезни от Винстанта Загаса. Для того, чтобы понять причины болезни, они выучили язык, обычаи и поселились в одном из племён на период чуть более одного года. Все свои наблюдения они записывали. Затем плодом этих записей стала их совместная работа, которая вышла в 1957 году: в ней они подробно описали происхождение, симптомы болезни и пришли к выводу, что это заболевание возникает в процессе ритуального каннибализма. За это и за проведение дальнейших экспериментов с этим вирусом Гайдузек получил Нобелевскую премию. После смерти одного из старших членов рода его тело разделывали, вскрывали черепную коробку и съедали мозг, так как считалось, что поедание головного мозга является в своём роде ритуалом отдания последних почестей умершему, а тот, кто съест мозг, приобретёт его мудрость, смелость и остальные благородные качества, которыми он владел.